# Ottarpasjön
Ottarpasjön är en sjö i Hässleholms kommun i Skåne och ingår i Helge ås huvudavrinningsområde. Sjön har en area på 0,462 kvadratkilometer och ligger 41 meter över havet. Vid provfiske har bland annat abborre, björkna, braxen och gers fångats i sjön.

## Delavrinningsområde
Ottarpasjön ingår i det delavrinningsområde (623467-137980) som SMHI kallar för Mynnar i Almaån. Medelhöjden är 70 meter över havet och ytan är 43,87 kvadratkilometer. Det finns ett avrinningsområde uppströms, och räknas det in blir den ackumulerade arean 65,49 kvadratkilometer. Lilla å som avvattnar avrinningsområdet har biflödesordning 3, vilket innebär att vattnet flödar genom totalt 3 vattendrag innan det når havet efter 70 kilometer. Avrinningsområdet består mestadels av skog (52 %), öppen mark (13 %) och jordbruk (23 %). Avrinningsområdet har 1,2 kvadratkilometer vattenytor vilket ger det en sjöprocent på 2,7 %. Bebyggelsen i området täcker en yta av 2,57 kvadratkilometer eller 6 % av avrinningsområdet.

## Fisk
Vid provfiske har följande fisk fångats i sjön:
- Abborre
- Björkna
- Braxen
- Gärs
- Gädda
- Löja
- Mört
- Sarv
- Sutare